# Dicranomyia (Pseudoglochina) fuscolata
Dicranomyia (Pseudoglochina) fuscolata is een tweevleugelige uit de familie steltmuggen (Limoniidae). De soort komt voor in het Australaziatisch gebied.